# David di Donatello 1977
La 22a edició dels premis David di Donatello, concedits per l'Acadèmia del Cinema Italià va tenir lloc el 23 de juliol de 1977 al Teatre grecoromà de Taormina. El premi consistia en una estatueta dissenyada per Bulgari.

## Guanyadors

### Millor pel·lícula
- Il deserto dei Tartari, dirigida per Valerio Zurlini (ex aequo)
- Un borghese piccolo piccolo, dirigida per Mario Monicelli (ex aequo)

### Millor director
- Valerio Zurlini - Il deserto dei Tartari (ex aequo)
- Mario Monicelli - Un borghese piccolo piccolo (ex aequo)

### Millor argument
- Leo Benvenuti i Piero De Bernardi - La stanza del vescovo

### Millor actriu
- Mariangela Melato - Caro Michele

### Millor actor
- Alberto Sordi - Un borghese piccolo piccolo

### Millor músic
- Nino Rota - Il Casanova di Federico Fellini

### Millor actriu estrangera
- Annie Girardot - Cours après moi que je t'attrape (ex aequo)
- Faye Dunaway - Network (ex aequo)

### Millor actor estranger
- Sylvester Stallone - Rocky (Rocky)
- Dustin Hoffman - Marathon Man

### Millor director estranger
- Akira Kurosawa - Dersu Uzala

### Millor pel·lícula estrangera
- Marathon Man, dirigida per John Schlesinger

### David Europeu
- Stanley Kubrick

### David Luchino Visconti
- Robert Bresson

### David especial
- Giorgio Ferrara, per la direcció de Un cuore semplice
- Martin Scorsese, per la direcció de Taxi Driver
- Jodie Foster, per la seva interpretació a Taxi Driver
- Giuliano Gemma, per la seva interpretació a Il deserto dei Tartari
- Angelica Ippolito, per la seva interpretació a Oh, Serafina!
- Vincenzo Crocitti i Shelley Winters per llurs interpretacions Un borghese piccolo piccolo
- Mosfil'm (URSS), per la producció de Dersu Uzala
- Alberto Lattuada, per la seva contribució al cinema.
- Enrico Montesano per a la seva transició de la pantalla petita a la gran.
- Sean Connery, per la seva contribució al mon de l’actuació
- Diana Ferrara, per la seva contribució al món del ballet.
- Teatre Bolxoi de Moscou, per la seva contribució al món del ballet.